# Occidental Life Building
El Occidental Life Building es un edificio histórico de oficinas en Albuquerque, la ciudad más poblada del estado de Nuevo México (Estados Unidos). Con un inusual estilo arquitectónico neogótico veneciano inspirado en el Palacio Ducal de Venecia, es uno de los monumentos más reconocibles de la ciudad y ha sido descrito como "único en el país".
El edificio fue diseñado por Henry C. Trost e inaugurado en 1917. Por poco lo destruye un incendio en 1933, pero los muros exteriores permanecieron en pie y el resto de la estructura fue reconstruida. El arquitecto de la reconstrucción, W. Miles Brittelle, rediseñó la línea del techo para una apariencia veneciana más consistente. El interior fue remodelado nuevamente en 1981 para agregar un segundo piso.
Está ubicado en la esquina noroeste de Third Street y Gold Avenue en el downtown. Fue agregado al Registro de Bienes Culturales del Estado de Nuevo México en 1973 y al Registro Nacional de Lugares Históricos en 1978. 

## Historia
El Occidental Life Building fue construido en 1917 como la nueva sede de Occidental Life Insurance Company, que había sido organizada en 1906 por un grupo de destacados empresarios locales. El edificio fue diseñado por Henry C. Trost, el arquitecto jefe de la firma Trost & Trost de El Paso. Trost fue un diseñador prolífico cuyas otras obras construidas en Albuquerque incluyen el Rosenwald Building, el First National Bank Building  y el Sunshine Building. Según los informes, el inusual diseño gótico veneciano del edificio fue sugerido por el vicepresidente de Occidental Life, George Roslington, natural de Inglaterra.
El edificio se abrió al público con una ceremonia vespertina el 1 de agosto de 1917, a la que asistieron unas 1.000 personas. En reconocimiento a la entrada estadounidense en la Primera Guerra Mundial ese año, el programa incluyó presentaciones de Rule, Britannia!, The Maple Leaf Forever y La Marseillaise. Los primeros inquilinos del edificio incluían otras agencias de seguros además de Occidental Life, así como compañías de ahorro y préstamo, agentes inmobiliarios y una empresa de ingeniería.
Un incendio estalló en el Occidental Life Building temprano en la mañana del 25 de abril de 1933, causando daños estimados en 100 000 dólares antes de que los bomberos lograran extinguirlo alrededor del mediodía de ese día. El edificio quedó destruido en su mayor parte, aunque las paredes exteriores permanecieron intactas hasta la línea del techo. El Albuquerque Journal informó que se pensaba que el incendio había comenzado "entre el falsotecho y el techo en la esquina noreste del edificio". El incendio ocurrió pocas horas después de la quema de otro lugar emblemático de Albuquerque, la escuela Fourth Ward (reemplazada al año siguiente por Lew Wallace Elementary), lo que llevó a la policía y a los residentes locales a sospechar de un incendio provocado.
Después del incendio, fue reconstruido según el diseño de W. Miles Brittelle de la firma Brittelle and Ginner de Albuquerque, reabriendo sus puertas en la primavera de 1934. De acuerdo con la influencia veneciana, Brittelle decidió rediseñar la línea del techo para que se pareciera más al Palacio Ducal, con un friso ornamental y remates en lugar de la cornisa sobresaliente original. El espacio interior de la oficina también se amplió al eliminar la arcada abierta original detrás de la fachada, y la estructura del edificio se actualizó de un marco a una construcción de acero. En 1981 el interior fue remodelado nuevamente para agregar un segundo piso dentro de la fachada original.

## Arquitectura
El Occidental Life Building presenta un estilo neogótico veneciano que es muy inusual en Nuevo México, y ha sido descrito por la Comisión de Conservación Urbana y Monumentos Históricos de Albuquerque como "único en el país". El Baum Building en la ciudad de Oklahoma, construido en 1909, empleó características arquitectónicas similares, pero fue demolido a principios de la década de 1970.
La característica más significativa del edificio es la fachada de terracota blanca, que envuelve los lados sur y este del edificio. La fachada se inspiró en la del Palacio Ducal de Venecia, con arcos de arcos góticos venecianos apuntados, ventanas de cuatro hojas y, tras la reconstrucción de 1934, un friso ornamental con una hilera de remates. Las enjutas y capiteles están decorados con elaborada ornamentación floral, y las esquinas redondeadas del edificio están salpicadas de torrecillas puntiagudas. La baldosa utilizada tanto en la parte original como en la reconstruida del exterior fue fabricada por Denver Terra-Cotta Tile Company.

## Galería

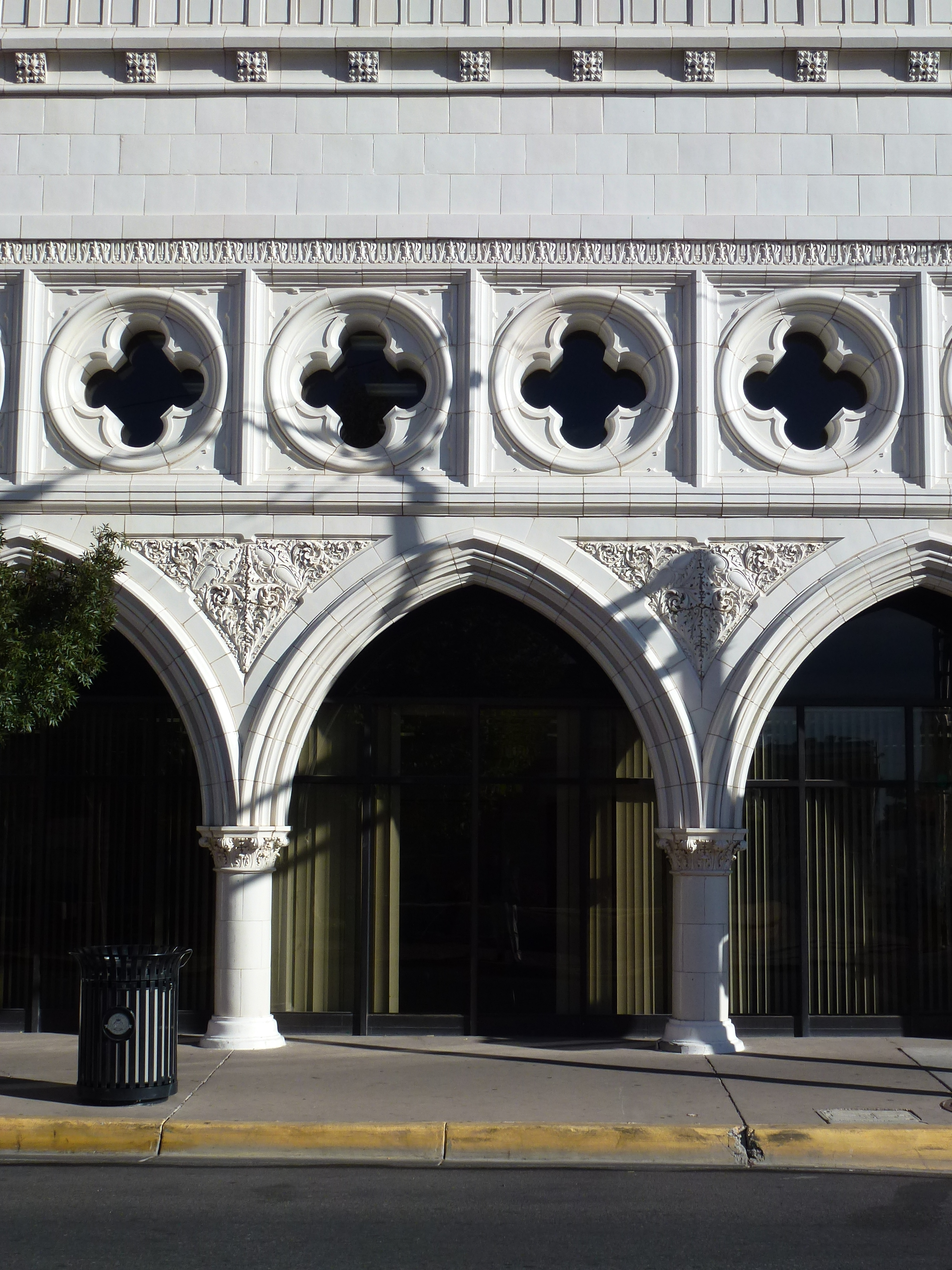
Ventanas de cuatro hojas
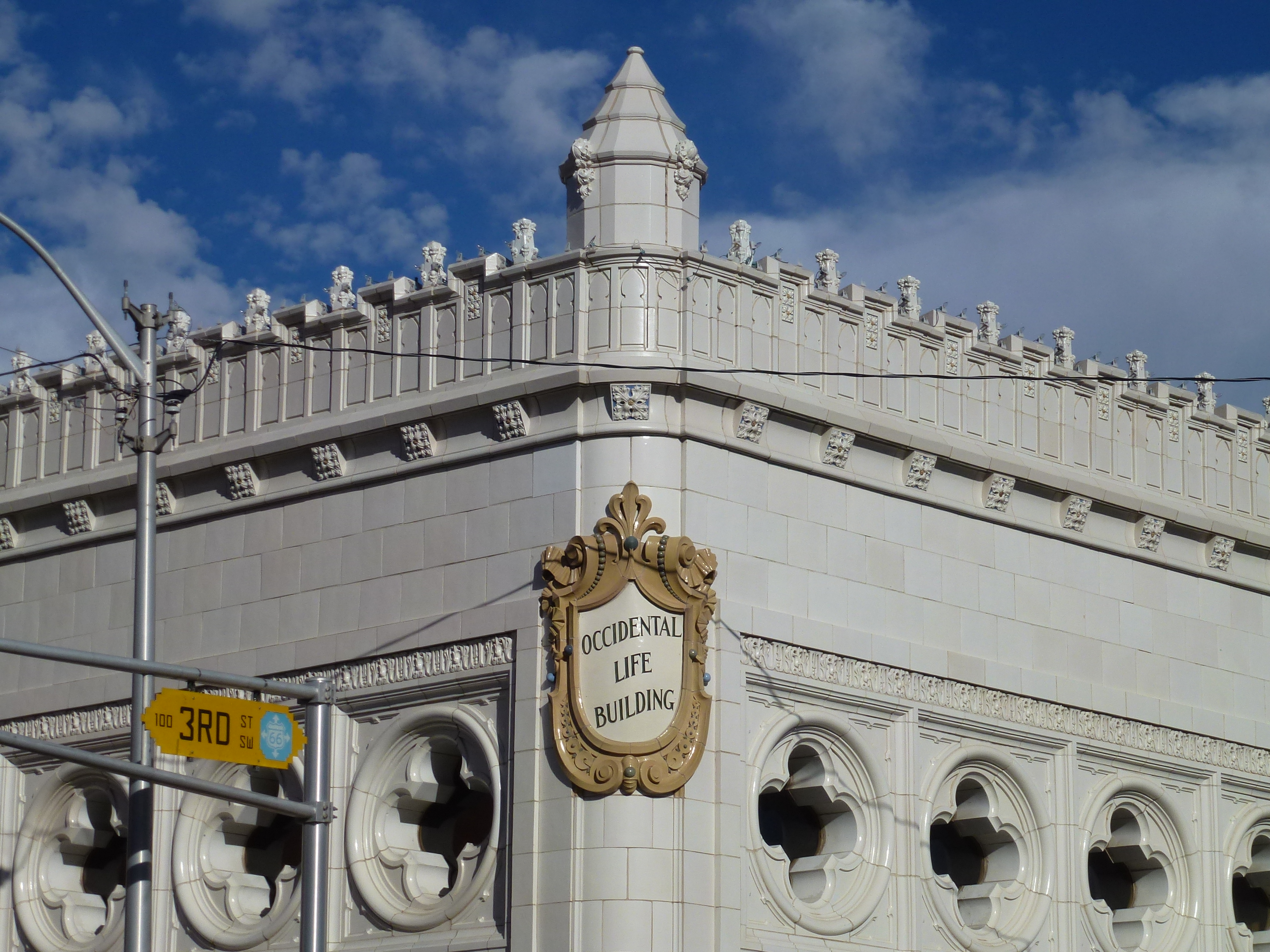
Decoración de estilo neogótico veneciano
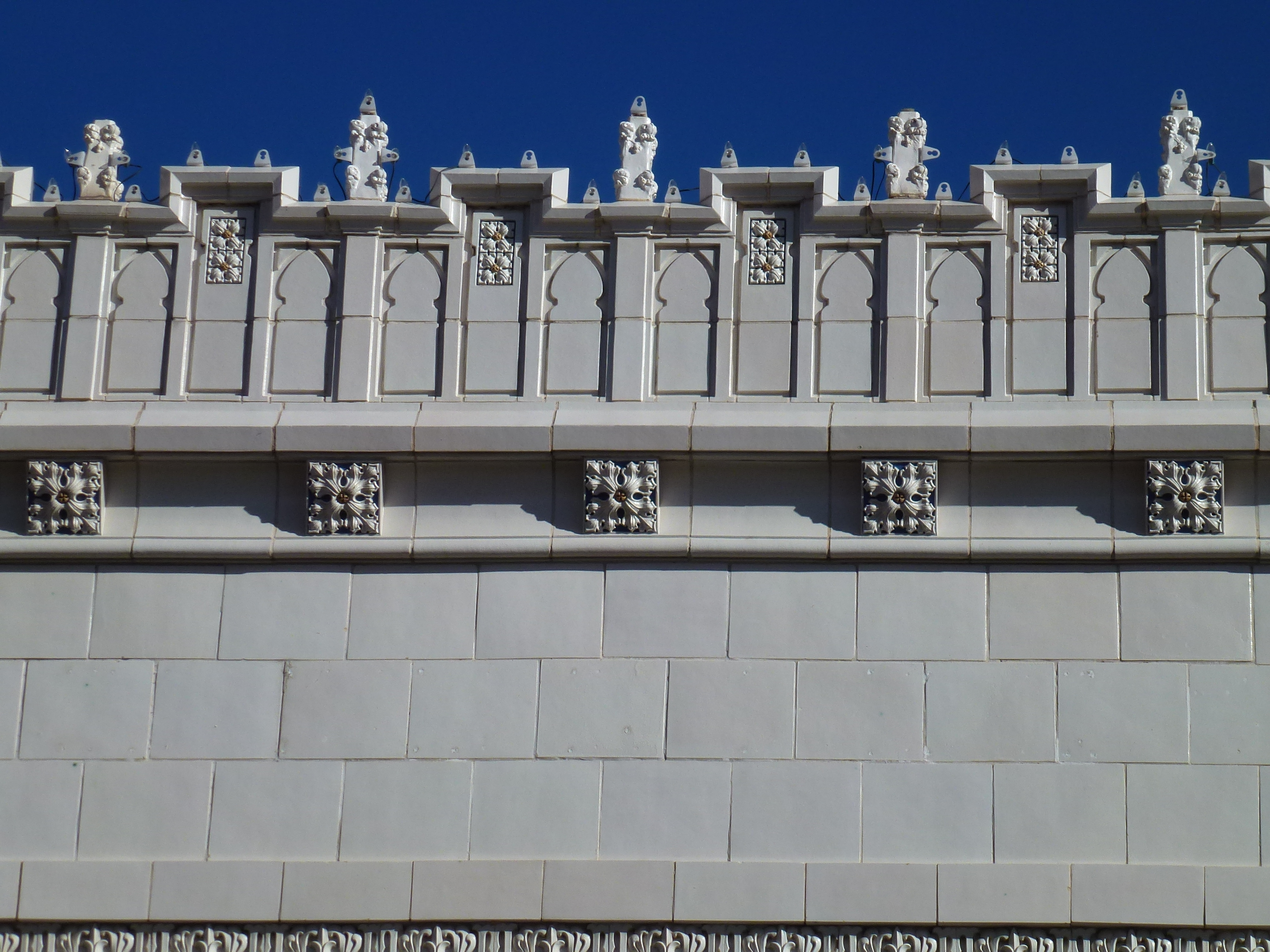
Elementos de la fachada de terracota blanca